# Agajá
Agajá (em fon, Agadja), cognominado "O Conquistador"  (1673 — 1740), foi o quinto rei do Daomé.

## Biografia

### Chegada ao trono
Filho de Uebajá, Agajá nasceu em 1673 e sucedeu seu irmão Acabá após sua morte, em 1708. Inicialmente, sua função seria a de um regente, visto que Abô Sassa, único filho e herdeiro de Acabá, tinha apenas dez anos de idade à época da morte do pai. Entretanto, quando atingiu a maioridade e reivindicou o trono, Abô foi forçado ao exílio por Agajá .

### Conquista de Aladá e Savé
Sob sua liderança, o exército do Daomé foi vitorioso em várias campanhas no sul, conquistando o Reino de Aladá em 1724 e Savé, com sua capital econômica Uidá, em 1727. Agajá foi, portanto, capaz de estender o seu reino ao sul até o oceano. Com um acesso ao mar, ele desenvolveu o comércio com os europeus sem os intermediários da costa - daí seu símbolo, uma caravela . Durante as campanhas contra os reinos do sul, a atuação das Ahosi - mulheres guerreiras chamadas pelos europeus de amazonas - foi decisiva .

### Derrota
Apesar da força do seu exército, Agajá não pôde impedir a invasão de seu reino pelo poderoso Império de Oió, em 1726. Após esta derrota, em 1727, ele firma um acordo de paz com Oió, que obrigava o Daomé a pagar um pesado tributo anual em armas, pérolas, tecidos, animais, quarenta moças e quarenta rapazes (destinados aos sacrifícios humanos e à escravidão. Agajá ignora, nos primeiros anos, o pagamento do tributo, provocando sucessivas invasões em 1728, 1729 e 1730-1732.
Esta última derrota foi especialmente humilhante para o reino do Daomé, que viu seu príncipe herdeiro, Tebessú, ser mantido como refém até que o tributo humano fosse, enfim, pago a Oió. Esta submissão não impediu uma nova invasão iorubá em 1739. O Império de Oió nomeia um representante para o Daomé, transformando-o num reino vassalo. Com o incêndio da capital pelas tropas de Oió, Agajá resignou-se em transferi-la para Aladá em 1730, onde veio a falecer em 1740 .

## Nota
- Este artigo foi inicialmente traduzido, total ou parcialmente, do artigo da Wikipédia em francês cujo título é «Agadja», especificamente desta versão.